# Putjota Petita
La Putjota Petita és una muntanya de 775,5 metres d'altitud del terme municipal de Sant Quirze Safaja, a la comarca del Moianès.
Està situat en el territori del poble de Bertí, en el sector oriental del terme de Sant Quirze Safaja. És a l'esquerra del torrent del Traver, a prop i a ponent de la masia del Traver i a ponent de la Putjota Gran. És al sud-est de la Serra i al sud-oest del Clascar. També es troba a migdia de la Baga del Traver, al nord-oest dels Camps del Traver i al nord-est de la Solella del Traver.